# Seznam měst v Ománu

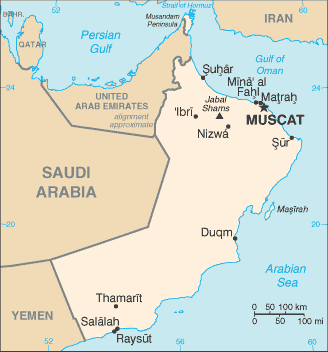
mapa Ománu

Tento článek obsahuje seznam měst v Ománu:

## Seznam
- Adam
- al-Burajmi
- al-Džazír
- al-Hamra
- al-Suvajk
- Bahla
- Barka
- Bidbid
- Bidíja
- Buchá
- Dakm
- Diba al-Baja
- Džabrin
- Džalan Baní Bú Hasan
- Hajma
- Chasab
- Ibra
- Ibrí
- Izki
- Kurijat
- Madha
- Mahút
- Maná
- Masíra
- Maskat
- Matra
- Mudajbi
- Mudajreb
- Nazvá
- Rajsút
- Rustak
- Ruvi
- Saham
- Sajk
- Salála
- Samájl
- Síb
- Suhár
- Súr
- Šinas
- Thumrajt